# Космополитън (коктейл)
Вижте пояснителната страница за други значения на Космополитън.
Космополитън е вид алкохолен коктейл с водка. Състои се освен от водка, също така от ликьор Cointreau, лимонов сок и сок от червена боровинка. Неформално коктейл „Космополитън“ се сервира в чаши за мартини, може би защото често грешно е определен като мартини коктейл. Космополитън става особено популярен сред жените, тъй като е едно от предпочитаните питиета в сериала „Сексът и градът“.

## История
Историята на коктейла е доста спорна. Според световната асоциация на бармани оригиналната рецепта е базирана на „Абсолют Цитрон“, известната водка с вкус на лимон. Някои източници твърдят, че барманката Шерил Кук от Соут Бийч, Флорида е създала коктейла, въпреки че вече е бил сервиран в гей барове в късните 1970-те и началото на 1980-те години. В онлайн-интервю, Шерил Кук потвърждава, че е създала коктейла през 1985 и 1986 година.

## Рецепта
- 50 гр. водка
- 15 гр ликьор Cointreau
- 1 с. л. лимонов сок
- няколко капки боровинков сок

Всички продукти се изсипват в шейкър. Може да се сложи и резен лимон за повече аромат.